# White Death (képregény)
A White Death Robbie Morrison író és Charlie Adlard rajzoló 1998-ban, a Les Cartoonistes Dangereux kiadásában megjelent képregénye. A történet az első világháború alatt játszódik, az Olaszország és a Osztrák–Magyar Monarchia határán húzódó olasz frontvonalon. A White Death a Trentino hegyei közötti harcok borzalmait örökíti meg, melyben az ellenséges csapatoknak nem csak egymással, hanem a természet erőivel, a hóval, a hideggel és a mesterségesen, egymás elpusztítására előidézett lavinákkal is meg kellett küzdeniük.